# 李匡籌
李 匡籌（り きょうちゅう、生年不詳 - 895年）は、唐代の軍人。盧龍軍節度使。本貫は幽州薊県。

## 経歴
盧龍軍節度使の李全忠の子として生まれた。兵馬留後・検校司徒となった。兄の李匡威が酒に酔って匡籌の妻の張氏に手を出したため、匡籌は恨みを抱いていた。景福2年（893年）春、河東節度使の李克用が井陘に兵を出すと、李匡威は成徳軍節度使の王鎔に救援を求められて、援軍に赴いた。匡威の軍が博野にいたったとき、匡籌は幽州の城を占拠して自ら盧龍軍節度使を称した。昭宗により検校太保とされ、節度使に追認された。
この年、李匡威が王鎔の兵に殺害されると、匡籌は兵を出して深州の楽寿・武強を攻めて恥に報いた。李匡威の部下であった劉仁恭が河東に降った。乾寧元年（894年）冬、李克用は劉仁恭の謀を聞き入れて、武州と嬀州を攻め落とした。乾寧2年（895年）2月、盧龍軍は河東の軍に居庸関で敗れ、匡籌は一族を引き連れて逃亡し、長安に赴こうとした。景城にいたって、義昌軍節度使の盧彦威に殺害された。匡籌の妻の張氏は劉仁恭に捕らえられて、李克用に献上され、のちに夫人に立てられた。

## 伝記資料
- 『旧唐書』巻180 列伝第130
- 『新唐書』巻212 列伝第137